# العلاقات الصومالية المالديفية
العلاقات الصومالية المالديفية هي العلاقات الثنائية التي تجمع بين الصومال والمالديف.

## مقارنة بين البلدين
هذه مقارنة عامة ومرجعية للدولتين:
| وجه المقارنة                                              | الصومال                        | المالديف       |
| --------------------------------------------------------- | ------------------------------ | -------------- |
| المساحة (كم2)                                             | 637.66 ألف                     | 298            |
| عدد السكان (نسمة)                                         | 14.74 مليون                    | 436.33 ألف     |
| الكثافة السكانية (ن./كم²)                                 | 23.12                          | 146.42 ألف     |
| العاصمة                                                   | مقديشو                         | ماليه          |
| اللغة الرسمية                                             | اللغة الصومالية، اللغة العربية | اللغة الديفهي  |
| العملة                                                    | شلن صومالي                     | روفيه مالديفية |
| الناتج المحلي الإجمالي (بليون دولار)                      | 7.37 مليار                     | 4.60 مليار     |
| الناتج المحلي الإجمالي (تعادل القوة الشرائية) بليون دولار |                                | 5.23 مليار     |
| الناتج المحلي الإجمالي الاسمي للفرد دولار أمريكي          | 549                            | 8.39 ألف       |
| الناتج المحلي الإجمالي للفرد دولار أمريكي                 |                                | 12.53 ألف      |
| مؤشر التنمية البشرية                                      |                                | 0.706          |
| رمز المكالمات الدولي                                      | +252                           | +960           |
| رمز الإنترنت                                              | .so                            | .mv            |
| المنطقة الزمنية                                           | ت ع م+03:00                    | ت ع م+05:00    |

## منظمات دولية مشتركة
يشترك البلدان في عضوية مجموعة من المنظمات الدولية، منها:
| علم المنظمة | اسم المنظمة                   | تاريخ انضمام الصومال | تاريخ انضمام المالديف |
| ----------- | ----------------------------- | -------------------- | --------------------- |
|             | مؤسسة التنمية الدولية         | 31 أغسطس 1962        | 13 يناير 1978         |
|             | يونسكو                        | 15 نوفمبر 1960       | 18 يوليو 1980         |
|             | الأمم المتحدة                 | 20 سبتمبر 1960       | 21 سبتمبر 1965        |
|             | الاتحاد البريدي العالمي       | ?                    | ?                     |
|             | البنك الدولي للإنشاء والتعمير | 31 أغسطس 1962        | 13 يناير 1978         |
|             | منظمة التعاون الإسلامي        | ?                    | ?                     |
|             | منظمة حظر الأسلحة الكيميائية  | ?                    | ?                     |
|             | مؤسسة التمويل الدولية         | 31 أغسطس 1962        | 2 فبراير 1983         |
|             | الاتحاد الدولي للاتصالات      | 28 سبتمبر 1962       | 28 فبراير 1967        |
|             | منظمة الشرطة الجنائية الدولية | ?                    | ?                     |

## وصلات خارجية
- موقع وزارة الخارجية الصومالية
- موقع وزارة الخارجية المالديفية